# استپان لیسیتسیان
استپان دانیلی لیسیتسیان (ارمنی: Ստեփան Դանիելի Լիսիցյան؛  زادهٔ ۲۲ سپتامبر ۱۸۶۵ - درگذشته ۴ ژانویهٔ ۱۹۴۷) قوم‌نگاری، نژادشناس، کنشگر، تاریخ‌نگار، جغرافی‌دان، لغت‌شناس، کارشناس آموزش، مترجم، ناشر و استاد دانشگاه دولتی ایروان اهل ارمنستان بود.

## زندگی‌نامه
وی در ۲۳ ۲۲ سپتامبر ۱۸۶۵ در تفلیس به دنیا آمد و در گیمنازیوم شماره ۱ مردانه تفلیس (۱۸۸۴) و دانشگاه ورشو (۱۸۸۹) فارغ‌التحصیل گشت. همچنین برندهٔ جوایزی همچون نشان پرچم سرخ کار و دانشمند شایسته ارمنستان شوروی (۱۹۴۵) شده است. وی در ۲۳ یا ۴ ژانویهٔ ۱۹۴۷ در سن ۸۱ سالگی در ایروان درگذشت.

## نگارخانه

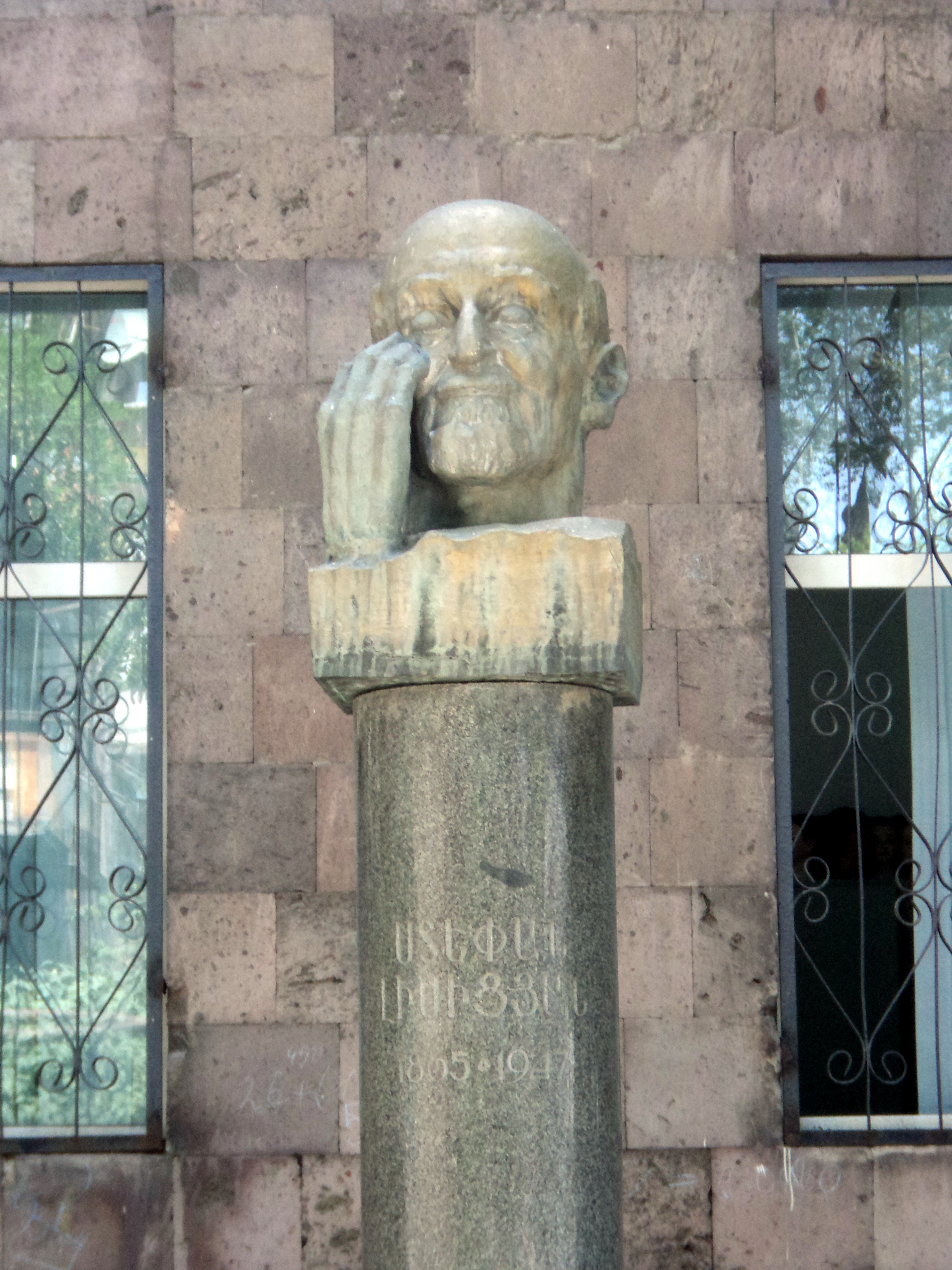

## یادداشت
1. ↑  աշխարհագրական գիտությունների դոկտոր
2. ↑  Լևոն Լիսիցյան
3. ↑  Նազելի Լիսիցիան
4. ↑  Դանիել Լիսիցյան